# USS Colhoun (DD-801)
Pour les articles homonymes, voir USS Colhoun.
L'USS Colhoun (DD-801) est un destroyer de classe Fletcher en service dans la Marine des États-Unis pendant la Seconde Guerre mondiale. Il est nommé en l'honneur du contre-amiral Edmund Colhoun (en).
Sa quille est posée le 3 août 1943 au chantier naval Vigor Shipyards à Seattle, dans l'État de Washington. Il est lancé le 10 avril 1944, parrainé par le capitaine K. K. Johnson, et mis en service le 8 juillet 1944 sous le commandement du commander G. R. Wilson.

## Historique
Le Colhoun atteint Pearl Harbor le 10 octobre 1944 afin de suivre une période d'entrainement. Après plusieurs patrouilles, le destroyer atteint Iwo Jima le 19 février 1945, inspecte des transports, sert de piquet radar et participe aux opérations navales de l'invasion d'Iwo Jima. Le 1er mars, il est touché par une salve de batteries côtières ennemies, tuant un homme d'équipage et en blessant 16 autres. Après des réparations à Saipan, le Colhoun rejoint Okinawa qu'il atteint le 31 mars afin de servir de piquet radar.
Le 6 avril 1945 à 15 h 30, lors du premier raid kamikaze durant bataille d'Okinawa, le Colhoun reçoit une demande d'assistance de la part du Bush qu'il s'empresse d'aider. Au cours des opérations, il abat trois avions avant d'être touché par un premier kamikaze. Attaqué par une autre salve de trois avions, le destroyer parvient à en abattre deux tandis que le troisième l'atteint du côté tribord. Malgré de nombreux efforts pour le maintenir à flot, deux autres attaques de bombardiers scellent son destin. Un est abattu, un autre endommagé, un dernier s'écrase sur sa partie arrière et l'autre sur le pont. À 18 h 00, une tentative désespérée de remorquage par le LCS-48 échoue. Il est finalement sabordé par l'artillerie de l'USS Cassin Young à la position 27° 16′ N, 127° 48′ E. 34 membres d'équipage ont été tués et 21 blessés.

## Décorations
Le Colhoun a reçu un battle stars pour son service pendant la Seconde Guerre mondiale.